# Tai Orathai
Tai Orathai (Nascida em Ubon Rachathani, Tailândia, 27 de março de 1980)  é uma cantora e atriz. foi uma importante cantora tailandesa, pioneira da forma eletrônica do Luk Thung (música sertaneja tailandesa). 
Nascida em Na Chaluai, Ubon Ratchathani. Em 1999, para seguir uma carreira na música. Aos 22 anos, ela se tornou a artista mais agênciada da GMM Grammy assinou seu primeiro contrato com a gravadora.
Seu álbum de estreia Dok Yar Nai Pa Poon de 2002 se tornou o álbum mais longo dos sucesso anos 2000s.

## Discografia

### Álbuns
- ดอกหญ้าในป่าปูน (Duak Yah Nai Pah Poon)
- ขอใจกันหนาว (Kho Jai Gun Now)
- คนใกล้เมื่อไกลบ้าน (Kon Glai Mur Glai Bahn )
- ส่งใจมาใกล้ชิด (Song Jai Mah Glai Chit )
- มาจากดิน (Mah Jark Din )
- คนในความคิดฮอด (Kon Nai Kwarm Kid Hot)
- ฝันยังไกล ใจยังหนาว (Fun Young Glai Jai Young Now )
- ไม่ร้องไห้ ไม่ใช่ไม่เจ็บ (Mai Raung Hai Mai Chai Mai Jeb)
- ปลายก้อยของความฮัก (Plai Gauy Kaung Kwarm Hug)
- เจ้าชายของชีวิต (Chaochai Khong Chiwit)